# کشیشتوف پافلاک
کشیشتوف پافلاک (لهستانی: Krzysztof Pawlak؛ زادهٔ ۱۲ فوریهٔ ۱۹۵۸) بازیکن سابق و مربی فوتبال اهل لهستان است.
از باشگاه‌هایی که در آن بازی کرده‌است می‌توان به باشگاه فوتبال وارتا پوزنان، باشگاه فوتبال لخ پوزنان، و باشگاه فوتبال لوکرن اوست والاندرن اشاره کرد.
وی همچنین در تیم ملی فوتبال لهستان بازی کرده‌است.